# Glasgow Lions
I Glasgow Lions sono stati una squadra di football americano, di Glasgow, in Scozia; fondati nel 1984, hanno chiuso nel 1996. Hanno vinto 2 edizioni della SGA League.

## Dettaglio stagioni

### Tornei

#### Tornei nazionali

##### Campionato

###### Tabella 1984/Budweiser League National Division
| Stagione | regular season | regular season | regular season | regular season | regular season | regular season | playoff | playoff | playoff | playoff | playoff | playoff   | playoff    |
|          | Vin            | Par            | Per            | Tot            | PF             | PS             | Vin     | Per     | Tot     | PF      | PS      | risultato | avversaria |
| -------- | -------------- | -------------- | -------------- | -------------- | -------------- | -------------- | ------- | ------- | ------- | ------- | ------- | --------- | ---------- |
| 1984     | 1              | 1              | 3              | 5              | ?              | ?              | -       | -       | -       | -       | -       | -         | -          |
| 1987     | 3              | 0              | 7              | 10             | 121            | 200            | -       | -       | -       | -       | -       | -         | -          |
| Totale   | 4              | 1              | 10             | 15             | 121+?          | 200+?          | -       | -       | -       | -       | -       |           |            |

Fonti: Enciclopedia del Football - A cura di Massimo Mezzetti

#### Tornei locali

##### SGA
| Stagione | regular season | regular season | regular season | regular season | regular season | regular season | playoff | playoff | playoff | playoff | playoff | playoff   | playoff             |
|          | Vin            | Par            | Per            | Tot            | PF             | PS             | Vin     | Per     | Tot     | PF      | PS      | risultato | avversaria          |
| -------- | -------------- | -------------- | -------------- | -------------- | -------------- | -------------- | ------- | ------- | ------- | ------- | ------- | --------- | ------------------- |
| 1995     | 7              | 0              | 0              | 7              | 407            | 33             | 1       | 0       | 1       | 76      | 0       | Campioni  | Granite City Oilers |
| 1996     | 9              | 0              | 0              | 9              | ?              | ?              | 1       | 0       | 1       | 60      | 6       | Campioni  | Stirling Broncos    |
| Totale   | 16             | 0              | 0              | 16             | 407+?          | 33+?           | 2       | 0       | 2       | 136     | 6       |           |                     |

Fonti: Enciclopedia del Football - A cura di Massimo Mezzetti

### Riepilogo fasi finali disputate
| Anno | Luogo | Evento | Fase del torneo | Incontro                            | Risultato |
| 1995 |       | SGA    | SGA Bowl        | Glasgow Lions - Granite City Oilers | 76 - 0    |
| 1996 |       | SGA    | SGA Bowl        | Glasgow Lions - Stirling Broncos    | 60 - 6    |

## Palmarès
- 2 SGA Bowl (1995, 1996)
- 1 NDMA Division Two (1992)